# 3 Ring Circus
3 Ring Circus (bra: O Rei do Circo) é um filme estadunidense de 1954, do gênero comédia, dirigido por Joseph Pevney e protagonizado pela dupla Martin e Lewis.

## Sinopse
Os pobretões Pete e Jerry arrumam emprego num circo: Jerry como domador de leões, e Pete como assistente da trapezista. Jerry faz tanta trapalhada que acaba fazendo sucesso como palhaço.

## Elenco
- Dean Martin - Pete Nelson
- Jerry Lewis - Jerry Hotchkiss
- Joanne Dru - Jill Brent
- Zsa Zsa Gábor - Saadia
- Wallace Ford - Sam Morley
- Gene Sheldon - Puffo, o Palhaço